# Yann Kasaï
Yann-Aimé Kasaï (* 14. April 1998 in Neuenburg NE) ist ein Schweizer Fussballspieler.

## Karriere

### Verein
Kasaï begann seine Karriere beim FC Serrières. Zur Saison 2012/13 wechselte er zu Neuchâtel Xamax. Zur Saison 2012/13 wechselte er nach Frankreich in die Jugend des FC Sochaux. Zur Saison 2014/15 wechselte er nach Italien zum FC Empoli. Im September 2015 wurde er in die Jugend von Latina Calcio 1932 verliehen. Nach dem Ende der Leihe kehrte er nicht mehr nach Empoli zurück, sondern wechselte zurück in die Schweiz zur Reserve des BSC Young Boys. Für diese kam er zu fünf Einsätzen in der viertklassigen 1. Liga. Im März 2017 schloss er sich dem Drittligisten FC Breitenrain an. Für Breitenrain absolvierte er insgesamt sieben Partien in der Promotion League.
Im September 2017 kehrte Kasaï leihweise zu den Young Boys zurück und wurde schliesslich im Februar 2018 auch fest verpflichtet. Nach seiner Rückkehr kam er in etwas über einem Jahr zu 32 Viertligaeinsätzen, in denen er 22 Tore erzielte. Im Dezember 2018 wechselte der Stürmer zum FC Zürich, bei dem er einen bis Juni 2020 laufenden Vertrag erhielt. Im selben Monat debütierte er für Zürich in der Super League, als er am 17. Spieltag der Saison 2018/19 gegen den FC Basel in der 71. Minute für Antonio Marchesano eingewechselt wurde. Bis Saisonende kam er zu vier Erstligaeinsätzen für die Zürcher. In der Saison 2019/20 kam er allerdings nur zu einem Kurzeinsatz im Cup, in der Liga stand er nie im Spieltagskader. Daraufhin verliess er den FCZ nach seinem Vertragsende nach der Saison 2019/20.
Daraufhin war er über ein halbes Jahr ohne Klub, ehe er sich im März 2021 dem Drittligisten Étoile Carouge anschloss. Für Étoile Carouge absolvierte er bis Saisonende fünf Partien in der Promotion League und erzielte dabei ein Tor. Zur Saison 2021/22 wechselte Kasaï zum österreichischen Zweitligisten FC Dornbirn 1913. Für Dornbirn kam er insgesamt zu 14 Einsätzen in der 2. Liga, in denen er ein Tor erzielte. Im Januar 2022 löste er seinen Vertrag in Dornbirn auf. Daraufhin wechselte er im Februar 2022 ein drittes Mal zur Reserve der Young Boys. Er bestritt dort alle möglichen 17 Ligaspiele, in denen er drei Tore schoss.
Mitte Juni 2022 unterschrieb er zur neuen Saison einen Vertrag beim FC Biel-Bienne, der in der Promotion League, der dritthöchsten schweizerischen Liga spielt. Hier kam er auf 17 von 34 möglichen Ligaspielen, bei denen er wiederum drei Tore schoss. Ende Juli 2023 wechselte er zum Ligakonkurrenten FC Bulle. Kasaï bestritt 10 von 34 möglichen Ligaspielen für Bulle sowie zwei Pokalspiele. Mit einer Ausnahme wurde er ab Mitte Oktober 2023 nicht mehr eingesetzt.
Ende Juli 2024 wechselte er erneut innerhalb der Promotion League, diesmal zum FC Bavois.

### Nationalmannschaft
Kasaï absolvierte im November 2018 zwei Partien für die Schweizer U-20-Auswahl.